# Lý thuyết tập hợp Zermelo–Fraenkel
Trong lý thuyết tập hợp, lý thuyết tập hợp Zermelo-Fraenkel, được đặt theo tên của các nhà toán học Ernst Zermelo và Abraham Fraenkel, là một hệ thống tiên đề được đề xuất vào đầu thế kỷ XX để xây dựng một lý thuyết tập hợp không còn các nghịch lý như nghịch lý Russell.
Lý thuyết tập hợp Zermelo–Fraenkel thường được ký hiệu là ZF. Lý thuyết tập hợp Zermelo–Fraenkel cùng với tiên đề chọn được ký hiệu là ZFC.

## Các tiên đề

### 1. Tiên đề quảng tính
Một tập hợp hoàn toàn được xác định bởi các phần tử của nó
{\displaystyle \forall x\forall y[\forall z(z\in x\Leftrightarrow z\in y)\Rightarrow x=y].}

### 2. Tiên đề chính tắc
Mọi tập không rỗng {\displaystyle x} chứa một phần tử {\displaystyle y} sao cho {\displaystyle x} và {\displaystyle y} là rời nhau.
{\displaystyle \forall x[\exists a(a\in x)\Rightarrow \exists y(y\in x\land \nexists z(z\in y\land z\in x))].}

### 3. Tiên đề tuyển lựa (tiên đề nội hàm)
Ta có thể xây dựng một tập hợp {\displaystyle y} từ các phần tử {\displaystyle x} trong tập hợp {\displaystyle z} thỏa mãn các tính chất nhất định. Cố định một tính chất {\displaystyle \phi }, ta có
{\displaystyle \forall z\exists y\forall x[x\in y\Leftrightarrow ((x\in z)\land \phi (x))].}

### 4. Tiên đề cặp
Nếu {\displaystyle x} và {\displaystyle y} là các tập hợp thì tồn tại một tập hợp chứa {\displaystyle x} và {\displaystyle y} như các phần tử
{\displaystyle \forall x\forall y\exists z((x\in z)\land (y\in z)).}
Theo tiên đề quảng tính, tập hợp đó là duy nhất.

### 5. Tiên đề hợp
{\displaystyle \forall {\mathcal {F}}\,\exists A\,\forall Y\,\forall x[(x\in Y\land Y\in {\mathcal {F}})\Leftrightarrow x\in A].}

### 6. Tiên đề thay thế
Tiên đề này được sử dụng trong quy nạp siêu hạn với số thứ tự.
{\displaystyle \forall A\forall w_{1}\forall w_{2}\ldots \forall w_{n}{\bigl [}\forall x(x\in A\Rightarrow \exists !y\,\phi )\Rightarrow \exists B\ \forall x{\bigl (}x\in A\Rightarrow \exists y(y\in B\land \phi ){\bigr )}{\bigr ]}.}

### 7. Tiên đề vô hạn
Đặt {\displaystyle S(w)} là tập hợp {\displaystyle w\cup \{w\}}.Ta có
{\displaystyle \exists X\left[\varnothing \in X\land \forall y(y\in X\Rightarrow S(y)\in X)\right].}
Tiên đề này cho phép xây dựng các số tự nhiên liên tiếp và tập hợp các số tự nhiên.

### 8. Tiên đề tập hợp các bộ phận
Tồn tại tập hợp các bộ phận, hay tập lũy thừa:
{\displaystyle \forall x\exists y\forall z[z\subseteq x\Rightarrow z\in y].}